# Bernhard Töpfer
Bernhard Töpfer (* 31. Mai 1926 in Niesky; † 20. Juli 2012 in Berlin) war ein deutscher Historiker.

Nach kurzer Kriegsteilnahme und Gefangenschaft in Russland legte Bernhard Töpfer 1947 das Abitur ab und studierte von 1947 bis 1952 Geschichte und Germanistik an der Humboldt-Universität zu Berlin (HU). In Berlin war Fritz Rörig sein akademischer Lehrer. Im Jahr 1954 wurde er dort promoviert mit der von Heinrich Sproemberg betreuten Arbeit Volk und Kirche zur Zeit der beginnenden Gottesfriedensbewegung in Frankreich. An der Humboldt-Universität war er von 1952 bis 1961 als wissenschaftlicher Assistent und Oberassistent tätig und habilitierte sich 1960 mit einer Arbeit über „Zukunftshoffnungen“. 1961 wurde er Dozent für Allgemeine Geschichte des Mittelalters, 1966 Professor mit Lehrauftrag und seit 1969 lehrte er bis zu seiner Emeritierung 1991 an der Humboldt-Universität zu Berlin. Sein Nachfolger wurde Hartmut Boockmann.

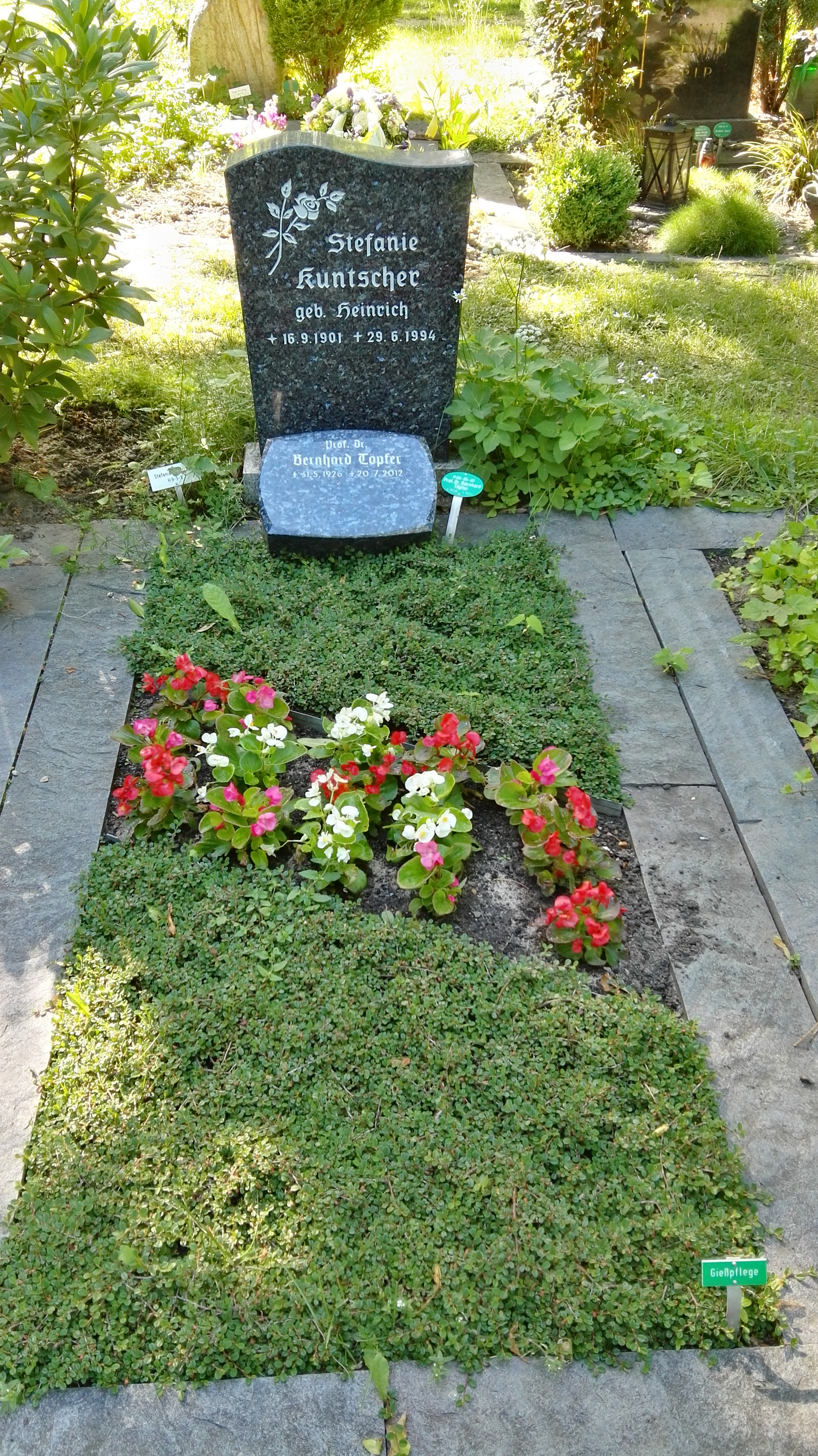
Grabstätte

Seine Arbeitsschwerpunkte waren die Gottesfriedensbewegung, die Hussitenzeit, die französische Geschichte und die Zukunftserwartungen des hohen Mittelalters. Töpfer widmete sich in mehreren Vorarbeiten und in einer 1999 veröffentlichten Darstellung der biblischen Paradies- und Sündenfallgeschichte auf das politische Denken des Mittelalters.
Bestattet ist er auf dem Friedhof IV der St. Hedwigsgemeinde und Friedhof der St. Piusgemeinde in Berlin-Alt-Hohenschönhausen.

## Schriften (Auswahl)
Monografien
- Urzustand und Sündenfall in der mittelalterlichen Gesellschafts- und Staatstheorie (= Monographien zur Geschichte des Mittelalters. Bd. 45). Hiersemann, Stuttgart 1999, ISBN 3-7772-9919-7.
- mit Evamaria Engel: Vom staufischen Imperium zum Hausmachtkönigtum. Deutsche Geschichte vom Wormser Konkordat 1122 bis zur Doppelwahl von 1314. Böhlaus Nachfolger, Weimar 1976.
- mit Heinz Köller: Frankreich. Ein historischer Abriß. 2 Bände (Bd. 1: Von den Anfängen bis zum Tode Heinrichs IV. Bd. 2: Von Ludwig XIII. bis zur Gegenwart.). VEB Deutscher Verlag der Wissenschaften, Berlin 1969 (4., überarbeitete und ergänzte Auflage. ebenda 1980; auch: Lizenzausgabe (= Kleine Bibliothek. Bd. 145). Pahl-Rugenstein, Köln 1978, ISBN 3-7609-0407-6).
- Das kommende Reich des Friedens. Zur Entwicklung chiliastischer Zukunftshoffnungen im Hochmittelalter (= Forschungen zur mittelalterlichen Geschichte. Bd. 11, ISSN 0071-7673). Akademie-Verlag, Berlin 1964 (Zugleich: Berlin, Humboldt-Universität, Habilitations-Schrift, vom 21. Dezember 1960: Die Entwicklung chiliastischer Zukunfterwartungen im Hochmittelalter).
- Volk und Kirche zur Zeit der beginnenden Gottesfriedensbewegung in Frankreich (= Neue Beiträge zur Geschichtswissenschaft. Nr. 1, ZDB-ID 527203-8). Rütten & Loening, Berlin 1957 (Zugleich: Berlin, Humboldt-Universität, Dissertation, vom 22. September 1954).

Herausgeberschaften
- mit Manfred Kossok: Allgemeine Geschichte des Mittelalters. VEB Deutscher Verlag der Wissenschaften, Berlin 1985 (2., durchgesehene Auflage. Deutscher Verlag der Wissenschaften, Berlin 1991, ISBN 3-326-00147-9).
- Städte und Ständestaat. Zur Rolle der Städte bei der Entwicklung der Ständeverfassung in europäischen Staaten vom 13. bis zum 15. Jahrhundert (= Forschungen zur mittelalterlichen Geschichte. Bd. 26). Akademie-Verlag, Berlin 1980.